# Skate 3
Skate 3 ist der dritte Teil der Videospielreihe Skate für die PlayStation 3 und die Xbox 360. Das Spiel erschien im Mai 2010. Der Publisher des Spiels ist Electronic Arts.

## Handlung
Im Gegensatz zum Vorgänger spielt sich die Handlung in Port Carverton ab, das größer und in drei Stadtteile aufgeteilt ist. Erstmals ist es in der Skate-Reihe möglich ein Team zu bilden, was auch die Aufgabe im Spiel ist. Mit diesem muss man dann frei wählbare Aufgaben erfüllen, die unter anderem Spot Challenges, Team Promotions und die „Hall of Meat-Challenges“, die schon aus dem Vorgänger bekannt waren, sind. Bei jeder erfüllten Aufgabe verkauft man Skateboards, wobei die Anzahl davon abhängt, wie gut eine Aufgabe gemeistert wurde. Nach einer gewissen Anzahl verkaufter Boards erreicht man einen Verkaufs-Meilenstein, bei dem man neues Merchandise für seinen Skater, neue Möglichkeiten für seinen Skatepark und ein neues Teammitglied freischaltet. Wie bei den Vorgänger-Titeln handelt es sich bei der handelnden Person um einen Skater, dem der Spieler einen Namen geben muss, dem er Frisuren, Tattoos und Kleidung verleihen kann und den er letztendlich steuern muss.

## Veränderungen
Es gibt einige neue Features in Skate 3:
- Port Carverton als neuer Handlungsort.
- Es gibt neue Tricks wie zum Beispiel den Darkslide, bei dem sich das Skateboard bei einem Slide mit der Oberseite nach unten dreht und der Fahrer auf der Unterseite des Boards steht.
- Online-Karrieremodus (Challenges in der Karriere, online mit Anderen spielen).
- Im Gegensatz zu seinen Vorgängern, die auf 30 Bilder begrenzt waren, läuft Skate 3 mit konstanten 60 Bildern pro Sekunde.
- Der Meat-Modus ist verbessert worden, die verletzten Knochen werden weiß am Körper angezeigt, das erspart den Meat-Bildschirm zur Anzeige der Knochenbrüche. Gebrochene Knochen werden nun rot am Körper angezeigt. Die Körpersteuerung (Spread Eagle, Cannonball, Judo Kick und Torpedo) wurde beibehalten. Jedoch kann man den Charakter aufgrund einer Einschlagscheibe am Boden kontrollierter Steuern, und somit leichter auf Passanten oder Gegenstände fallen.
- Boardverkäufe und verschiedene Schwierigkeitsgrade, mit unterschiedlichem Realismus.
- In Skate 3 ist es immer noch möglich seine eigenen Replays und Fotos hochzuladen und von der Community bewerten zu lassen. Hierbei kam aber die Möglichkeit hinzu seinen selbst erstellten Skate-Park hochzuladen.